# Ihor Kniaz
Ihor Volodimirovytch Kniaz (en ukrainien : Князь Ігор Володимирович), né le 23 juin 1955 à Aloupka) est un amiral ukrainien, commandant de la marine ukrainienne de 2003 à 2006.

Il a été le commandant de la Base navale sud de 2001 à 2003.